# Ptiolina vicina
Ptiolina vicina är en tvåvingeart som beskrevs av Hardy och Mcguire 1947. Ptiolina vicina ingår i släktet Ptiolina och familjen snäppflugor.
Artens utbredningsområde är Oregon. Inga underarter finns listade i Catalogue of Life.